# Погоныши
Пого́ныши (лат. Porzana) — род небольших птиц из семейства пастушковых, с коротким конусообразным клювом и длинными пальцами на ногах. Подобно многим другим птицам семейства, ведут себя скрытно, прячась в зарослях прибрежных трав, сырых лугах или травяных болотах. В состав рода включают три вида, широко распространённых в мире; один из них — погоныш гнездится на территории России. Научное название заимствовано из средневековой латыни и итальянского языка, и буквально означает обыкновенного погоныша.

## Классификация
В роде погоныши три вида:
- Porzana carolina — Каролинский погоныш
- Porzana fluminea — Австралийский погоныш
- Porzana porzana — Погоныш